# Joaquín Vargas Gómez
José Joaquín Vargas Gómez (Linares, Nuevo León, 28 de septiembre de 1925 - Santa Fe, Ciudad de México, 28 de noviembre de 2009) fue un empresario mexicano, fundador y presidente de Grupo MVS Comunicaciones y de Corporación Mexicana de Restaurantes,  así como pionero de la radio FM en México.

## Biografía
Joaquin Vargas Gómez nació el 28 de septiembre de 1925 en la ciudad de Linares, en Nuevo León. Con la ayuda de su tía materna, la familia salió adelante tras comenzar una sedería. En 1937 montaron una casa de huéspedes para albergar a los estudiantes de familias conocidas de Monterrey y Linares. Cursó la secundaria nocturna, ya que se pasaba el día atendiendo la pensión. Estudió en el Heroico Colegio Militar, del cual se retiró con el grado de subteniente. Más tarde, tomó cursos de Administración y de Alta Dirección de Empresas en el Instituto Panamericano de Alta Dirección de Empresa (IPADE).
En 1952 se casó con Gabriela Guajardo Tijerina, con quien tuvo siete hijos: Gabriela, Andrea, Joaquín, Ernesto, Francisco, Alejandro y Adrián (†).

## Trayectoria

### Radio
Joaquín Vargas Gómez abrió una gasolinería muy cerca del Aeropuerto Internacional de la Ciudad de México. Tiempo después, mientras viajaba en automóvil por los Estados Unidos, escuchó la banda FM lo que lo sorprendió favorablemente por su fidelidad y por el audio estereofónico, comparado con el sonido monoaural de la banda AM, prevaleciente en México por aquellos días.
El 15 de abril de 1967, Joaquín Vargas introdujo Stereorey, la primera estación de FM en el país. El nombre tuvo su origen en las palabras «stereo» por estereofonía, y «rey», como un homenaje al nombre de la ciudad pionera del FM en México: Monterrey, Nuevo León. En 1969 apertura en León, Guanajuato y posteriormente a inicios de la década de los años 70 se abrieron más emisoras en la Ciudad de México, Acapulco y Puebla, siendo Frecuencia Modulada Mexicana, la concesionaria operadora de esas frecuencias. A finales de esa década, Frecuencia Modulada Mexicana y el Grupo Imagen Comunicación en Radio ubicado en la Ciudad de México, deciden llevar a cabo una alianza para fines de representación comercial de ventas de cinco emisoras, integrándose bajo el nombre de MVS Radio.

### Televisión
En 1976 surge Telerey, primer centro independiente de producción y postproducción de televisión en México. En 1980 se realizó la primera transmisión de televisión en vivo desde Acapulco y un año después inició la producción independiente de telenovelas. En 1986 Telerey proporcionó servicios de telecomunicaciones a diversas cadenas europeas durante la Copa Mundial de Fútbol de 1986. Más tarde, Joaquín Vargas traería al país el primer sistema MMDS, introduciendo el servicio bajo el nombre de MVS Multivisión.

## Reconocimientos
- 1987 - Mérito Empresarial
- 1989 - Ejecutivo del Año
- 1999 - Micrófono de Oro
- 1999 - Premio al Mérito Industrial
- 2000 - Premio Nacional de la Comunicación
- 2004 - Medalla Anáhuac en Comunicación

## Muerte
Joaquín Vargas Gómez falleció por causas naturales el 28 de noviembre de 2009 en Santa Fe, en la Ciudad de México.